# Podarge cornu
Batrachostomus cornutus
Espèce
Synonymes
- Podargus cornutus Temminck, 1822
(protonyme)

Statut de conservation UICN

 LC  : Préoccupation mineure
Le Podarge cornu (Batrachostomus cornutus) est une espèce d'oiseaux de la famille des Podargidae.

## Répartition
Cette espèce vit au Brunei, en Indonésie et en Malaisie.